# غيلبرت روبن
غيلبرت روبن (بالفرنسية: Gilbert Robin)‏ (2 أغسطس 1942 فرنسا - 23 أبريل 2002) هو لاعب كرة قدم فرنسي سابق كان يلعب كحارس مرمى.

## روابط خارجية
- غيلبرت روبن على موقع قاعدة بيانات كرة القدم.إي يو (الإنجليزية)
- غيلبرت روبن على موقع عالم كرة القدم.نت (الإنجليزية)